# لين جيويل
لين جيويل (بالإنجليزية: Lynne Jewell)‏ هي بحارة أمريكية، ولدت في 26 نوفمبر 1959 في بربانك في الولايات المتحدة.

## وصلات خارجية
- لين جيويل على موقع الاتحاد الدولي للملاحة الشراعية (موقع قديم) (الإنجليزية)
- لين جيويل على موقع اللجنة الأولمبية الدولية (الإنجليزية)
- لين جيويل على موقع أوليمبيديا (الإنجليزية)